# Principado da Pontinha
O Principado da Pontinha, também conhecido por Principado do Ilhéu da Pontinha, é uma autoproclamada micronação, localizada num rochedo de 178 metros quadrados, a 70 metros ao largo da cidade do Funchal, na ilha da Madeira.
O autoproclamado Principado é uma criação do proprietário do ilhéu, o auto-denominado Príncipe D. Renato Barros II, Príncipe do Ilhéu da Pontinha e Eleitor de Portugal.
Em 2007, o número de cidadãos do Principado era de um habitante, o próprio Renato Barros, embora este não resida no território. Em 2014, segundo Renato Barros, os cidadãos do principado eram ele próprio, a mulher e os dois filhos.
A 25 de setembro de 2017 Renato Barros foi forçado a abandonar o Forte de São José, até aí sede da micronação, vendido 3 dias antes a emigrantes no decurso de um processo de insolvência.

## História

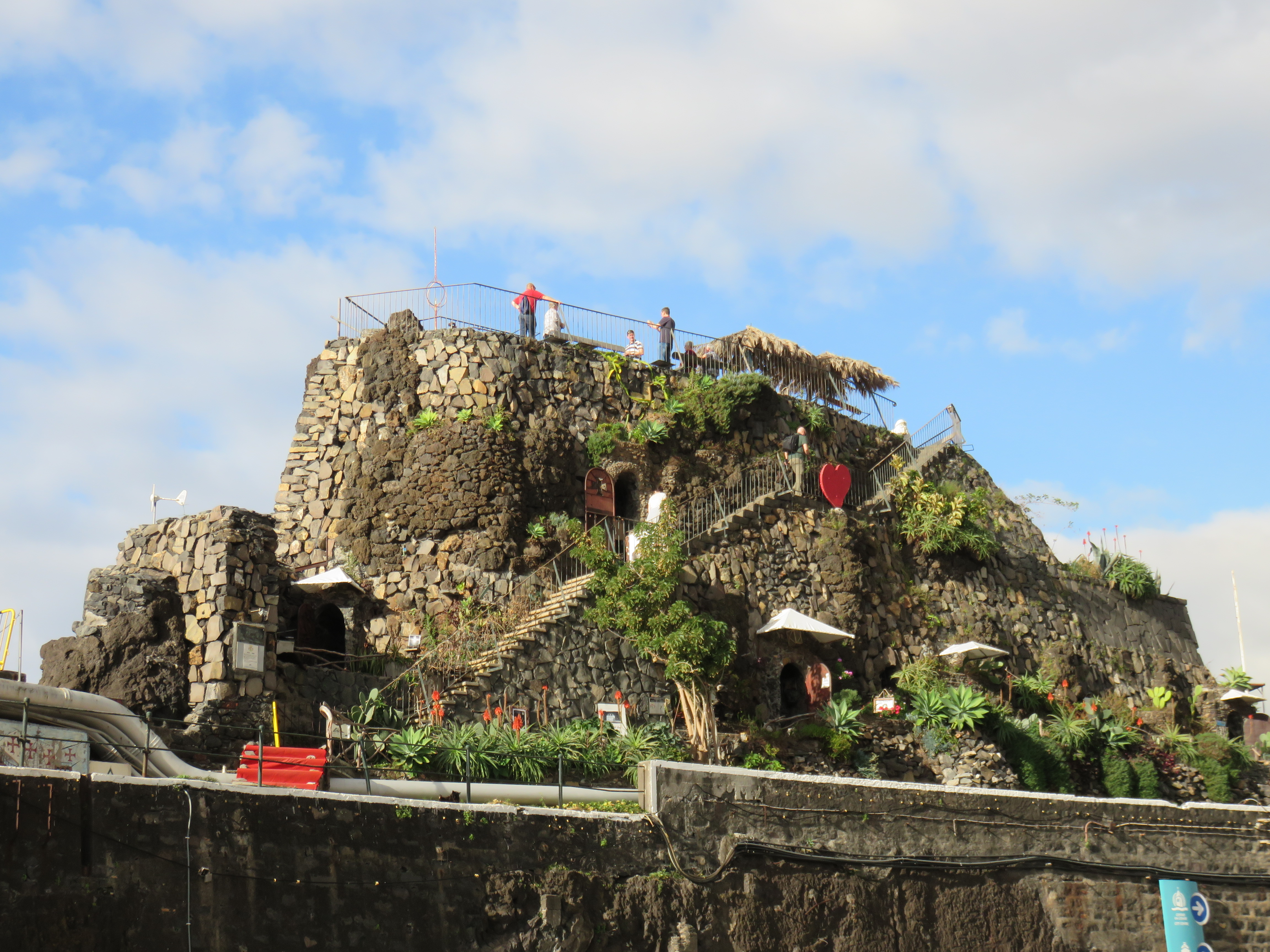
O "Principado da Pontinha", Janeiro de 2017.

Em Janeiro de 2007, Renato Barros, professor de Educação Visual e proprietário desde 2000 do Forte de São José, anunciou que estava a mover um processo internacional com vista à criação de um principado no ilhéu da Pontinha, um rochedo situado a 70 metros da costa da Ilha da Madeira, e ligada a esta pelo molhe do Porto do Funchal, onde o forte se encontra implantado.
Renato Barros adquiriu o forte em 2000, pela quantia de nove mil contos (cerca de quarenta e cinco mil euros actuais), com o objectivo de estudar a energia das ondas do mar. O Plano Director do Porto do Funchal, aprovado em 2004, previa a abertura de um bar-restaurante, com esplanada e miradouro no Forte de São José. Este plano veio mais tarde a sofrer uma alteração, que retirou a 'autorização' tácita para a abertura de um bar/restaurante/esplanada, inviabilizando assim a utilização para fins comerciais da fortaleza, e anulando as pretensões do proprietário legal do imóvel, que eram do conhecimento do Governo Regional. Embora não fosse esse o seu propósito inicial, aquando da compra do edifício, Renato Barros desenvolveu a intenção de recuperar a fortaleza e o rochedo, cuja história remonta à primeira viagem de exploração da ilha, capitaneada por João Gonçalves Zarco, com o objectivo de dar-lhe uma utilidade, através da abertura ao público de um bar e de um espaço museológico.

### Declaração de independência
Em Novembro de 2007, Renato Barros entregou ao Representante da República Portuguesa na Região Autónoma da Madeira, Monteiro Diniz, um "pedido de desanexação do Principado do Ilhéu da Pontinha".  A 29 do mesmo mês, Cesidio Tallini, activista da causa das micronações e fervoroso apoiante da independência de Long Island, emitiu um comunicado em nome do "Príncipe D. Renato Barros, soberano do Principado da Pontinha", anunciando formalmente a secessão do principado de Portugal, constituindo-se o Forte de São José como capital do auto-proclamado país. O "príncipe" salientou as suas boas relações com o Governo Brasileiro, afirmando que caso o principado seja reconhecido, este será a porta de entrada para a Europa.
Em Outubro de 2010 o "Principado da Pontinha" comemorou o 107º aniversário da alienação do Forte de São José, com a participação do Partido da Nova Democracia que, por essa ocasião, deu uma conferência de imprensa, na qual José Manuel Coelho, então deputado desse partido, lançou vários alertas sobre uma alegada ameaça de venda do forte a um milionário iraniano.

### Detenção de Renato Barros
A 25 de Setembro de 2017, Renato Barros foi detido pela Guarda Nacional Republicana, após se opor a uma ordem de execução judicial de encerramento de instalações. As forças de segurança que acompanhavam a agente de execução algemaram o "príncipe do Ilhéu", conduzindo-o ao comando local, onde depois de identificado foi posto em liberdade, aguardando a tramitação legal do processo, que deverá passar pela audição perante um juiz.

## Pretensão a território independente
Renato Barros alega que, quando o Rei D. Carlos vendeu a fortaleza, em 1903, o fez concedendo tais regalias capazes de justificar a independência do território, tendo procedido à venda não só da propriedade, como também do domínio do ilhéu onde esta se localiza e foi construído o forte, e que a Torre do Tombo, na qualidade de autoridade portuguesa devidamente habilitada para o efeito, reconhece a plena validade do documento de venda da propriedade e do domínio do ilhéu. O património foi colocado em hasta pública e alienado da Fazenda Nacional, com o propósito de, com a receita da venda, concluir e recuperar, no ilhéu maior que lhe fica a oriente, o Forte de Nossa Senhora da Conceição do Ilhéu. Da Carta Régia, que Renato Barros conserva em sua posse, consta o seguinte:
Renato Barros alega que, ao contrário das Desertas e das Selvagens, readquiridas pelo Estado Português por Marcello Caetano, este território nunca foi reanexado. Refere ainda que caso a sua pretensão não fosse legítima, os passos que está a dar para a formação do principado seriam motivo suficiente que fosse preso, e que isto só não acontece porque Portugal vendeu aquela parcela de território, que agora seria independente.
Embora não tenha apresentado nada em concreto, afirmou ter na sua posse pareceres internacionais que suportam a sua pretensão a príncipe, e à independência daquele território da República Portuguesa. Afirmou também já ter apoios à sua pretensão ao nível de diversos consulados, países e até do Parlamento Europeu, dizendo já ter levado a sua pretensão às Nações Unidas, preparando caminho para a concretização da independência do ilhéu.
Em 2007, Renato Barros afirmou o propósito de levar a sua ideia de formação de um principado independente naquela propriedade até ao fim, por questões de auto-estima e em resposta ao modo como alega ter sido tratado pela nação portuguesa, ao ver serem-lhe bloqueadas as suas intenções de explorar comercialmente o local. Nesse sentido, afirmou considerar então correcta a atitude do Estado Português, já que este, não tendo a soberania do território, do mesmo modo aí não podia legislar nem aprovar fosse o que fosse: "Aqui mesmo ao lado estão a fazer determinadas obras, e eu estou impossibilitado de fazer o que quer que seja. Só poderia haver um equívoco: eu estava a pedir uma coisa que não era de Portugal. Foi sempre legítima a atitude do Governo, porque isto não é português. Andei a chamar nomes a toda a gente e afinal eles tinham razão'" Em Novembro do mesmo ano, Renato Barros entregou um pedido formal de desanexação do Principado do Ilhéu da Pontinha ao Representante da República Portuguesa na Região Autónoma da Madeira, e a 29 do mesmo mês, Cesidio Tallini, activista da causa das micronações, anunciou publicamente que o Principado havia declarado unilateralmente a sua independência de Portugal
A 6 de Setembro de 2010, Renato Barros solicitou formalmente ao Estado Português o imediato reconhecimento do Principado da Pontinha como "Estado soberano e independente", comunicando a sua pretensão por carta enviada aos Presidentes da República, da Assembleia da República, primeiro ministro, ministros dos Negócios Estrangeiros e da Administração Interna e Representante da República na Madeira. No documento salientou que "último (sic) Rei de Portugal, o Rei D. Carlos I, em 1903 procedeu, mediante Carta Régia, à venda não apenas da propriedade mas também do domínio do ilhéu onde se localiza e foi edificado o Forte de São José", referindo que "as autoridades portugueses devidamente habilitadas, nomeadamente a Torre do Tombo, reconhecem a plena validade do documento de venda da propriedade e do domínio do ilhéu". Sustentou ainda que o autoproclamado "Principado da Pontinha preenche todos os requisitos exigidos pelo Direito Internacional Público para ser reconhecido como um Estado soberano e independente", uma vez que possui "território, domínio sobre este, povo e a respectiva Carta Monárquica Constitucional", invocando que tanto o Direito Internacional Público e o Estado português reconhecem o "direito à autodeterminação dos povos", não havendo "nenhuma razão, de facto ou de direito, que impeça o Governo português e o seu Estado de reconhecer o Principado da Pontinha como Estado soberano e independente, muito menos por causa uma pequena parcela de um território cujo domínio alienou".

### Validade da pretensão
De acordo com o historiador Alberto Vieira, o que o Rei D. Carlos alienou, historicamente, foi o prédio do forte, e a soberania nunca foi alienável, continuando o ilhéu, no seu entender, a ser tão português como o era antes da venda do Forte de São José. O mesmo historiador afirma ainda desconhecer se há no Direito Internacional qualquer prerrogativa que dê alguma razão a Renato Barros.
Segundo os jurisconsultos Jorge Bacelar Gouveia e Guilherme Silva, a pretensão de Renato Barros não tem suporte na legislação portuguesa, nomeadamente na Constituição da República Portuguesa, e dificilmente encontra fundamento no [Direito Internacional Público] e nos instrumentos do Direito Internacional, em particular a Carta das Nações Unidas. Segundo estes, não basta provar a posse de uma parcela de um território para se reclamar a independência dessa parcela. Adicionalmente, segundo o número 3 do artigo 5º da Constituição da República Portuguesa, "o Estado não aliena qualquer parte do território português ou dos direitos de soberania que sobre ele exerce, sem prejuízo da rectificação de fronteiras", sendo essa soberania "una e indivisível", e a bandeira um símbolo "da unidade e integridade de Portugal". Segundo Guilherme Silva, mesmo existindo um título de propriedade e registo predial, e ignorando a questão de se tratar de um forte militar, o que juridicamente remete para uma solução distinta, e mesmo existindo registo notarial outorgando que, em 2000, o vendedor era dono legítimo quando alienou o prédio, e reconhecendo-se ser propriedade não abrangida pelo domínio público marítimo, uma vez que está nas mãos de privados antes de 31 de Dezembro de 1864, isto não é suficiente para legitimar a pretensão.
Segundo os mesmos juristas, o autoproclamado "Principado" não preenche também todos os requisitos exigidos pelo Direito Internacional por forma a ser reconhecido como um Estado soberano e independente, uma vez que embora possua território, mesmo que exíguo, não possui povo, não se podendo entender como tal uma única amostra familiar. Segundo Jorge Bacelar Gouveia, a pretensão de soberania e de propriedade não é legítima, "uma vez que o Estado Português tem legislação que determina o domínio público sobre essa ilha. Por outro lado, não há os requisitos para a formação de um Estado: não há um povo, um poder efectivo, um território". Igualmente a "Carta Monárquica Constitucional" e o título de propriedade não são um 'salvo conduto' para a independência, podendo até ser argumentado juridicamente se o bem foi efectivamente alienado pelo Estado Português, ou se era património dinástico da Casa Real Portuguesa. E embora a Constituição da República Portuguesa de facto reconheça o "direito dos povos à autodeterminação" no número 3 do artigo 7º, essa norma tem de ser conjugada com outras razões, de facto e de direito, cumulativos ou não, de modo a legitimar essa pretensão.
Mas mesmo no caso de haver alguma réstia de possibilidade de reconhecimento, ela apenas poderá ser de ser invocada na instância própria, a Organização das Nações Unidas, e amparada em instrumentos jurídicos como o Pacto Internacional de Direitos Civis e Políticos de 1966, o Pacto das Nações, em resoluções da Assembleia Geral e do Conselho de Segurança das Nações Unidas, na Convenção de Viena, na Responsabilidade dos Estados por factos internacionalmente ilícitos, no Pacto da Sociedade das Nações, no Estatuto do Tribunal Internacional de Justiça, no Conselho da Europa, ou a NATO, pelos quais se poderá aferir da legitimidade da pretensão.
Em resposta aos dois jurisconsultos, Renato Barros declarou ter recebido vários pedidos de atribuição de dupla-cidadania e de concessão de títulos nobiliárquicos, pelo que o "Principado" reuniria todos os requisitos para ser reconhecido como Estado independente: um povo, parte do qual na diáspora, um poder efectivo e um território, mesmo que exíguo, não podendo portanto considerar-se uma "utopia".

## Características
Em 2007, Renato barros anunciou ter já planos para uma Constituição, uma moeda e um hino. A moeda seria o 'ponto', pelo território estar na Pontinha, e os cidadãos seriam conhecidos pelos 'pontos'. A língua falada seria o 'funcho', de Funchal. A bandeira seria azul-mar, com o ilhéu desenhado.
Anunciou também a intenção de formar o seu próprio povo, através de convite por carta de cidadania, na qual os visados terão de jurar que querem ser cidadãos do "Ilhéu da Pontinha" - nome do pretenso "país" - e que respeitam a sua Constituição, e o Governo que será então formado. Renato barros prevê um executivo simples, de acordo com a dimensão do país, assegurando que não será ele próprio o presidente, mas alguém por si nomeado.
O dia nacional seria o 3 de Outubro, data da alienação daquele património por Portugal. Renato Barros elaborou ainda uma extensa Carta de Cidadania, com a qual pretende receber a futura população, tendo ele próprio se registado com o número 00000001 no Livro de Cidadãos do Principado.
No início de 2017 "Principado da Pontinha" dispunha de um terraço com chapéu de sol e cadeiras, degraus e uma gruta, e de um poster com uma foto do "Príncipe D. Renato I".

### Economia
Segundo o proprietário do ilhéu, a ilha não é, à luz do direito internacional, território português desde 1903; não controla as suas fronteiras, não requer passaporte para a entrada e não tem impostos para não-fortenses, visando atrair um maior público turista.
Em Dezembro de 2015, o Principado do Ilhéu da Pontinha adoptou Bitcoin como moeda oficial.

### Energia
A EDP recusou-se a instalar energia eléctrica na propriedade. Segundo Renato Barros, isto aconteceu por interferência do próprio presidente do Governo Regional da Madeira, Alberto João Jardim, após aquele se recusar a vender o Ilhéu da Pontinha de novo ao Governo da Região. Por forma a suprir o abastecimento de electricidade, Renato instalou um painel solar e uma pequena turbina eólica, sendo, por isso, a energia produzida a 100% a partir de fontes renováveis.

## Asilo político

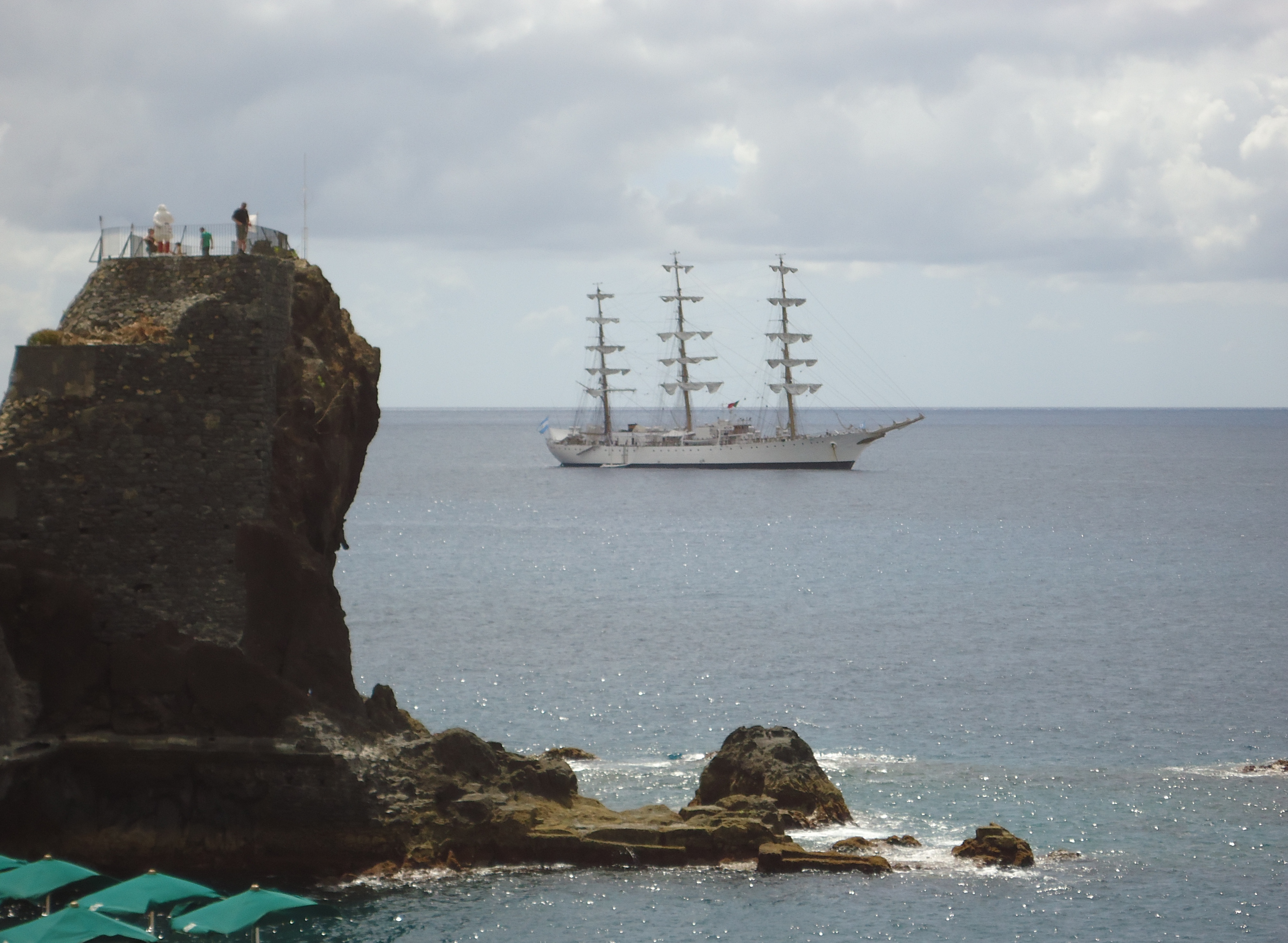
Acesso ao ilhéu da Pontinha pela banda do mar, a ocidente, onde aportou José Manuel Coelho. Ao fundo, o navio-escola argentino ARA Libertad, um dos veleiros mais rápidos do mundo.

Em Fevereiro de 2017, o deputado regional José Manuel Coelho pediu asilo político ao Principado da Pontinha após ser condenado a um ano de prisão por "crime de difamação agravada".
Já em Outubro de 2010, José Manuel Coelho, então na qualidade de deputado do Partido da Nova Democracia, havia usado politicamente a questão do Principado da Pontinha. Por ocasião das "comemorações do 107º aniversário da alienação do Forte de São José", o partido convocou uma conferência de imprensa, na qual o deputado declarou que o PND-Madeira estava "apreensivo" com as ameaças da venda do forte, que essa venda poderia significar o fim do regime de Alberto João Jardim, e que constituía uma "ameaça à independência da Região Autónoma da Madeira", evocando um suposto perigo de se "introduzir uma rede terrorista por detrás do milionário iraniano que pretende comprar o Principado".

## Perspectivas futuras
Em 2007, os proprietários do imóvel afirmaram estar a fazer esforços na tentativa de recuperar o mobiliário existente, tendo já elementos do projecto do antigo forte.
O objectivo de Renato Barros era então, uma vez tudo formalizado, poder no futuro fazer no forte aquilo que bem entender, uma vez que estará no seu "país". O professor considera-se um "louco dentro da norma", confessando ter poucos apoios, e nem poder contar com o apoio familiar na luta pela independência do pequeno território. Renato Barros afirma ter a certeza de que toda esta história vai "acabar mal" e com repercussões negativas para Portugal.
Renato Barros afirmou a intenção de, uma vez formado o seu principado, reivindicar o direito às duzentas milhas marítimas em seu redor, e tudo o mais a que tenha direito. Uma vez concretizada a independência, o professor admite vender o principado a quem quiser, como ao Hezbollah ou aos palestinianos, por serem um povo sem território, ou a quem mais lhe apetecer.

## No cinema
Em Abril de 2010, no âmbito do V Festival Internacional de Cinema do Funchal, foi exibida uma curta-metragem, no formato documentário, denominada "O Principado do Forte de S. José – O Diamante que Ilumina a Pérola do Atlântico", com base num livro então recentemente lançado, abordando a visão de Renato Barros sobre o ilhéu da Pontinha, realizado e produzido por Ilídio Ribeiro e pela assistente de realização Carla Moura.
A 30 de Abril de 2016, estreou no Madeira Film Festival, o documentário "Um Sonho Soberano", um filme sobre Renato Barros.  A sessão decorreu no Teatro Municipal Baltazar Dias.
O filme, realizado por Gonçalo Portugal Guerra, recebeu no total 7 nomeações para diversos festivais de cinema, chegando a esgotar durante a exibição no Cinema São Jorge em Lisboa. 
- Madeira Film Festival;
- Barcelona Planet Film Festival;
- Martinique International Film Festival;
- Avanca Film Festival;
- Figueira Film Art;
- Festival CineEco - Seia;
- FESTin - Festival Itinerante da Língua Portuguesa (Vencedor do Prémio "Melhor Documentário – Júri Popular")

Numa entrevista para a Agência Lusa, o realizador comentou:
"Com o tempo, percebi que o Renato Barros é apenas um dos vários elementos dentro deste sonho: há o príncipe, a família, a rainha, sua mãe, há o ilhéu, há o forte de São José, há as pessoas que lá trabalham, que recebem turistas, tratam dos jardins, fazem obras", explicou, realçando que o documentário inclui também entrevistas com arqueólogos e historiadores, para contextualizar a situação.
A película procura, por outro lado, tocar o espectador com a "magia dos contos de fadas", numa época em que a atualidade noticiosa está bastante marcada pela tragédia.
"Essa magia foi uma das coisas que também me atraíram muito e motivaram a fazer o filme. É uma história diferente e isso torna o projeto mais apelativo", disse Gonçalo Guerra, afirmando que "o que faz falta em projetos de audiovisual em Portugal é fazer histórias diferentes".